# HTC Vive
Vive son unas gafas de realidad virtual fabricadas por HTC y Valve. El dispositivo está diseñado para utilizar el espacio en una habitación y sumergirse en un mundo virtual en el que se permite al usuario caminar y utilizar controladores para interactuar con objetos virtuales. Fue revelado durante el Mobile World Congress, en marzo de 2015, y durante el CES 2016, Vive ganó más de 22 premios.

## Desarrollo
En 2014 se mostraron prototipos de un sistema de realidad virtual producido por la empresa Valve. El 23 de febrero de 2015 se anunció que se enseñaría durante la Game Developers Corference de ese año un sistema de hardware de SteamVR. Más tarde, el 1 de marzo de 2015, HTC reveló oficialmente el Vive. Antes de la versión para consumidores se fabricó el Vive PRE, que fue gratuito para algunos desarrolladores de videojuegos.
El 29 de febrero de 2016 se abrieron los pedidos en línea para el Vive, que serían entregados en abril de ese año, con un precio de venta de 777 $ en EE. UU. y 899 € en la UE, más gastos de envío.

## Especificaciones técnicas
HTC afirma que el Vive tiene una frecuencia de actualización de 90 Hz. El dispositivo utiliza dos pantallas, una para cada ojo, cada una con una resolución de 1080x1200. Utiliza más de 70 sensores, incluyendo un giroscopio MEMS, acelerómetros y sensores láser, y está hecho para funcionar en un área de seguimiento de 4.6 metros por 4.6 metros, teniendo una precisión de menos de un milímetro. El sistema de seguimiento, llamado Lighthouse, fue diseñado por Alan Yates y utiliza fotosensores para el seguimiento de los objetos; para evitar problemas de oclusión el Vive combina dos Lighthouse que barren todo un espacio con láseres de luz estructurada.
La cámara frontal permite detectar cualquier objeto, estático o en movimiento, en un área; Está función sirve también como sistema de seguridad, mostrando el mundo real para evitar que los usuarios choquen con objetos.

## Juegos
El visor es compatible con cientos de juegos disponibles en la plataforma Steam, además , HTC tiene con su propia plataforma llamada Viveport ,la cual cuenta con un servicio de subscripción similar a Xbox Game Pass, el cual ofrece acceso ilimitado a más de 700 juegos diferentes, así como servicios especializados para centros de entretenimiento y lugares de trabajo. A su salida el visor contaba con 3 títulos (Job Simulator, Fantastic Contraption y Tilt Brush) incluidos gratuitamente con la compra de un Vive.

## Adopción

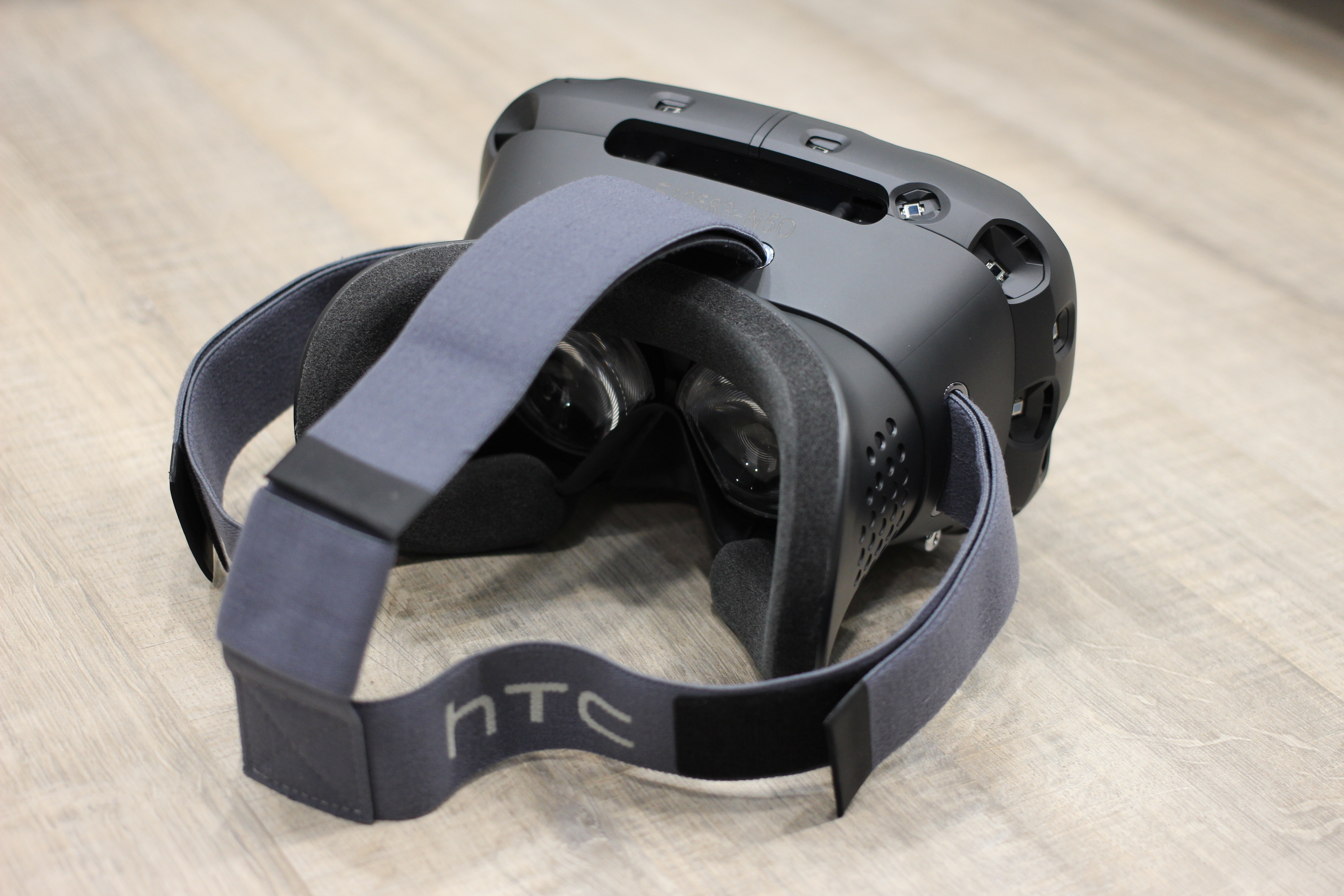
Un Vive PRE para desarrolladores.

Valve da mucha importancia tanto a los desarrolladores independientes como al contenido creado por usuarios, y HTC tiene una política abierta con los creadores independientes, que contribuyen a toda la comunidad de la realidad virtual, hecho que impulsa la adopción de los cascos. El Vive tiene la ventaja de poder ser utilizado sentado y de pie, ampliándose sus usos potenciales para educación, diseño o entrenamiento para pilotos.
El 30 de abril de 2015 Epic Games anunció soporte para SteamVR, permitiendo a los desarrolladores crear proyectos con Unreal Engine 4 para el HTC Vive. Declararon que SteamVR está totalmente integrado en Unreal Engine 4 con código nativo, y por tanto se podrían construir proyectos sin necesidad de depender de un desarrollador.
Por parte de los consumidores se espera una adopción lenta pero sólida, como con el resto de dispositivos de realidad virtual, debido a los altos precios de la primera versión para el público. Sin embargo, en los 10 primeros minutos de pedidos en línea se vendieron más de 15 000 unidades, una buena cifra para una tecnología naciente.